# Елвін Чекколі
Елвін Чекколі (англ. Alvin Ceccoli, нар. 5 серпня 1974, Сідней) — австралійський футболіст санмаринського походження, що грав на позиції захисника.

## Клубна кар'єра
У 1995 році 21-річний Елвін дебютував у професіональному футболі виступами за клуб «Вуллонгонг Вулвз» з Національної Футбольної Ліги. У цьому турнірі він зіграв 156 матчів, після чого на короткий період перейшов до складу грецького клубу АЕК. У складі «вовків» у сезонах 1999/00 та 1999/00 років став переможцем Національної футбольної ліги, після чого перейшов до «Парраматта Пауер», у складі якого програв великий фінал національного чемпіонату в сезоні 2003/04 років.
Став одним з семи гравців, яких підписав «Сідней» з розформованої НФЛ. Перший сезон Чекколі у новому клубі ознаменував перезавантаження в кар'єрі гравця. Елвін не лише став одним з найсильніших захисників чемпіонату, але й як нагороду за прекрасний сезон у своєму клубі отримав вдруге виклик на матч проти Бахрейну в рамках кваліфікації до Кубку Азії 2007 року. Протягом другого для Чекколі сезону в «Сіднеї», тим не менше, у нього були деякі розбіжності з новим тренером клубу, Террі Бутчером, які зіпсувалися його стосунки з керівництвом клубом, і він почав шукати можливості трансферу до ігшого клубу.
16 січня 2007 року Елвін перейшов до клубу «Авіспа Фукуока» з другої японської Джей-ліги, у цій команді працював колишній тренер «Сіднея» П'єр Літтбарскі, з яким Чекколі раніше вже був знайомий. У японській команді провів один сезон після чого залишив його.
3 січня 2008 року Чекколі підписав контракт на другу частину чемпіонату з «Сентрал-Кост Марінерс» як дублер для Діна Геффернана, його контракт завершився після Великого Фіналу 25 лютого 2008 року. 20 січня 2008 року Чекколі погодився підписати контракт з клубом «Аделаїда Юнайтед», принциповим суперником «Сіднея», який мав у березні стартувати в Лізі чемпіонів АФК 2008. Цей клуб мав для нього стати вже третім у А-Лізі за тривалий період, проте з невідомих причин він був відсутнім у перших двох матчах. 20 березня 2008 року стало відомо, що Елвін залишив клуб та перейшов до «Вуллонгонга», щоб бути ближчим до родини. У 2008 році перейшов до клубу «Дандалу» з Прем'єр-ліги Іллавара. У 2015 році його було обрано до команди десятиліття ФК «Сідней»
Своєю грою за останню команду знову привернув увагу представників тренерського штабу клубу «Вуллонгонг Вулвз», до складу якого повернувся 1999 року. Цього разу відіграв за команду з Вуллонгонга наступні три сезони своєї ігрової кар'єри. Граючи у складі «Вуллонгонг Вулвз» також здебільшого виходив на поле в основному складі команди.
Завершив професійну ігрову кар'єру у клубі «Дандалу», за команду якого виступав протягом 2008—2009 років.

## Виступи за збірну
1998 року дебютував в офіційних матчах у складі національної збірної Австралії. Протягом кар'єри у національній команді, яка тривала усього 3 роки, провів у формі головної команди країни 6 матчів, забивши 1 м'яч.

## Клубна кар'єра
| Клубні виступи | Клубні виступи        | Клубні виступи             | Ліга  | Ліга |
| Сезон          | Клуб                  | Ліга                       | Матчі | Голи |
| Австралія      | Австралія             | Австралія                  | Ліга  | Ліга |
| -------------- | --------------------- | -------------------------- | ----- | ---- |
| 1995/96        | Вуллонгонг Вулвз      | Національна Футбольна Ліга | 16    | 2    |
| 1996/97        | Вуллонгонг Вулвз      | Національна Футбольна Ліга | 24    | 2    |
| 1997/98        | Вуллонгонг Вулвз      | Національна Футбольна Ліга | 27    | 7    |
| 1998/99        | Вуллонгонг Вулвз      | Національна Футбольна Ліга | 15    | 1    |
| Греція         | Греція                | Греція                     | Ліга  | Ліга |
| 1998/99        | АЕК (Афіни)           | Альфа Етнікі               | 0     | 0    |
| Австралія      | Австралія             | Австралія                  | Ліга  | Ліга |
| 1999/00        | Вуллонгонг Вулвз      | Національна Футбольна Ліга | 27    | 2    |
| 2000/01        | Вуллонгонг Вулвз      | Національна Футбольна Ліга | 24    | 2    |
| 2001/02        | Вуллонгонг Вулвз      | Національна Футбольна Ліга | 23    | 1    |
| 2002/03        | Парраматта Пауер      | Національна Футбольна Ліга | 3     | 0    |
| 2003/04        | Парраматта Пауер      | Національна Футбольна Ліга | 21    | 2    |
| 2004           | Вуллонгонг Вулвз      |                            | 0     | 0    |
| 2005/06        | Сідней                | A-Ліга                     | 21    | 1    |
| 2006/07        | Сідней                | A-Ліга                     | 19    | 1    |
| Японія         | Японія                | Японія                     | Ліга  | Ліга |
| 2007           | Авіспа Фукуока        | Джей-ліга 2                | 34    | 1    |
| Австралія      | Австралія             | Австралія                  | Ліга  | Ліга |
| 2007/08        | Сентрал-Кост Марінерс | A-Ліга                     | 3     | 0    |
| Країна         | Австралія             | Австралія                  | 253   | 21   |
| Країна         | Греція                | Греція                     | 0     | 0    |
| Країна         | Японія                | Японія                     | 34    | 1    |
| Загалом        | Загалом               | Загалом                    | 287   | 22   |

## Матчі за збірну
| національна збірна Австралії | національна збірна Австралії | національна збірна Австралії |
| Рік                          | Матчі                        | Голи                         |
| ---------------------------- | ---------------------------- | ---------------------------- |
| 1998                         | 4                            | 1                            |
| 1999                         | 0                            | 0                            |
| 2000                         | 0                            | 0                            |
| 2001                         | 0                            | 0                            |
| 2002                         | 0                            | 0                            |
| 2003                         | 0                            | 0                            |
| 2004                         | 0                            | 0                            |
| 2005                         | 0                            | 0                            |
| 2006                         | 2                            | 0                            |
| Загалом                      | 6                            | 1                            |

Голи за збірну
| # | Дата            | Місце                               | Суперник     | Рахунок | Результат | Змагання             |
| - | --------------- | ----------------------------------- | ------------ | ------- | --------- | -------------------- |
| 1 | 28 вересня 1998 | Санкорп Стедіум, Брисбен, Австралія | Острови Кука | 8–0     | 16–0      | Кубок націй ОФК 1998 |

## Досягнення
Сентрал-Кост Марінерс
- A-Ліга
  -  Чемпіон (1): 2007/08

Сідней
- A-Ліга
  -  Чемпіон (1): 2005/06

- Ліга чемпіонів ОФК
  -  Володар (1): 2004/05

Вуллонгонг Вулвз
- Національна Футбольна Ліга
  -  Володар (2): 1999/00, 2000/01

- Клубний чемпіонат Океанії
  -  Володар (1): 2000/01

Австралія
- Срібний призер Кубка націй ОФК: 1998